# Minnesota Vikings 2009
La stagione 2009 dei Minnesota Vikings fu la 49ª della franchigia nella National Football League, la 28ª giocata al Mall of America Field at the Hubert H. Humphrey Metrodome e la 4ª con Brad Childress come capo-allenatore.

## Offseason 2009
| Draft NFL 2009   |                  |                  |                                                                                             |                                                                                             |                                                                                             |                                                                                             |                                                                                             |
| Ordine del Draft | Ordine del Draft | Ordine del Draft | Giocatore                                                                                   | Ruolo                                                                                       | College                                                                                     | Contratto                                                                                   | Note                                                                                        |
| Giro             | Scelta           | Generale         | Giocatore                                                                                   | Ruolo                                                                                       | College                                                                                     | Contratto                                                                                   | Note                                                                                        |
| 1                | 22               | 22               | Percy Harvin                                                                                | WR                                                                                          | Florida                                                                                     | 5 anni a 10,53 milioni $                                                                    |                                                                                             |
| 2                | 22               | 54               | Phil Loadholt                                                                               | OT                                                                                          | Oklahoma                                                                                    | 4 anni a 3,44 milioni $                                                                     |                                                                                             |
| 3                | 22               | 86               | Asher Allen                                                                                 | CB                                                                                          | Georgia                                                                                     | 4 anni a 2,47 milioni $                                                                     |                                                                                             |
| 4                | 22               | 122              | Scambiata con gli Houston Texans[a]                                                         | Scambiata con gli Houston Texans[a]                                                         | Scambiata con gli Houston Texans[a]                                                         | Scambiata con gli Houston Texans[a]                                                         |                                                                                             |
| 5                | 14               | 150              | Jasper Brinkley                                                                             | MLB                                                                                         | South Carolina                                                                              | 4 anni a 1,93 milioni $                                                                     | dai Redskins[b]                                                                             |
| 5                | 22               | 158              | Scambiata con i Washington Redskins[b]                                                      | Scambiata con i Washington Redskins[b]                                                      | Scambiata con i Washington Redskins[b]                                                      | Scambiata con i Washington Redskins[b]                                                      |                                                                                             |
| 6                | 22               | 195              | Scambiata con i Philadelphia Eagles[c]                                                      | Scambiata con i Philadelphia Eagles[c]                                                      | Scambiata con i Philadelphia Eagles[c]                                                      | Scambiata con i Philadelphia Eagles[c]                                                      |                                                                                             |
| 7                | 12               | 221              | Scambiata con i Washington Redskins[b]                                                      | Scambiata con i Washington Redskins[b]                                                      | Scambiata con i Washington Redskins[b]                                                      | Scambiata con i Washington Redskins[b]                                                      | dai Redskins[b]                                                                             |
| 7                | 22               | 231              | Jamarca Sanford                                                                             | SS                                                                                          | Ole Miss                                                                                    | 4 anni a 1,79 milioni $                                                                     |                                                                                             |
| Legenda          | Legenda          | Legenda          | Ha superato i tagli a roster Hall of Famer Ha partecipato ad almeno un Pro Bowl in carriera | Ha superato i tagli a roster Hall of Famer Ha partecipato ad almeno un Pro Bowl in carriera | Ha superato i tagli a roster Hall of Famer Ha partecipato ad almeno un Pro Bowl in carriera | Ha superato i tagli a roster Hall of Famer Ha partecipato ad almeno un Pro Bowl in carriera | Ha superato i tagli a roster Hall of Famer Ha partecipato ad almeno un Pro Bowl in carriera |

Note:
- [a] I Vikings scambiarono la loro scelta nel 4º giro (122ª assoluta) del Draft NFL 2009 con i Texans per il QB Sage Rosenfels.
- [b] I Texans scambiarono le loro scelte nel 5º giro (158ª assoluta) e nel 7º giro (221ª assoluta, che avevano ricevuto nel 2008 dai Redkins per il DE Erasmus James) del Draft NFL 2009 con i Redskins per la scelta nel 5º giro (150ª assoluta) del Draft NFL 2009 di questi ultimi.
- [c] I Vikings scambiarono la loro scelta nel 6º giro (195ª assoluta) del Draft NFL 2009 con i Eagles per il QB Kelly Holcomb il 27 agosto 2007.

## Partite

### Pre-stagione
| Calendario |                                            |                                            |                                            |                                            |                                            |                                            |                                            |                                            |                                            |
| Settimana  | Data                                       | Ora (CDT)                                  | Avversario                                 | Risultato                                  | Stadio                                     | Spettatori                                 | Record                                     | TV                                         | Tabellino                                  |
| 1          | 14 agosto                                  | 6:35 p.m.                                  | Indianapolis Colts                         | V 13-3                                     | Lucas Oil Stadium                          | 65.484                                     | 1-0                                        |                                            | Recap                                      |
| 2          | 21 agosto                                  | 7:05 p.m.                                  | Kansas City Chiefs                         | V 17-13                                    | Mall of America Field                      | 62.782                                     | 2-0                                        |                                            | Recap                                      |
| 3          | 31 agosto                                  | 7:05 p.m.                                  | Houston Texans                             | V 17-10                                    | Reliant Stadium                            | 70.191                                     | 3–0                                        |                                            | Recap                                      |
| 4          | 4 settembre                                | 7:05 p.m.                                  | Dallas Cowboys                             | P 35-31                                    | Mall of America Field                      | 62.334                                     | 3–1                                        |                                            | Recap                                      |
| Note       | Gli incontri in trasferta sono in corsivo. | Gli incontri in trasferta sono in corsivo. | Gli incontri in trasferta sono in corsivo. | Gli incontri in trasferta sono in corsivo. | Gli incontri in trasferta sono in corsivo. | Gli incontri in trasferta sono in corsivo. | Gli incontri in trasferta sono in corsivo. | Gli incontri in trasferta sono in corsivo. | Gli incontri in trasferta sono in corsivo. |

### Stagione regolare
| Calendario | | | | | | | | | |
| Settimana  | Data                                                                                               | Ora (CDT)                                                                                          | Avversario                                                                                         | Risultato                                                                                          | Stadio                                                                                             | Spettatori                                                                                         | Record                                                                                             | TV                                                                                                 | Tabellino                                                                                          |
| 1          | 13 settembre                                                                                       | 12:00 p.m.                                                                                         | Cleveland Browns                                                                                   | V 34-20                                                                                            | Cleveland Browns Stadium                                                                           | 70.560                                                                                             | 1-0                                                                                                | Fox                                                                                                | Recap                                                                                              |
| 2          | 19 settembre                                                                                       | 12:00 p.m.                                                                                         | Detroit Lions                                                                                      | V 27-13                                                                                            | Ford Field                                                                                         | 56.269                                                                                             | 2-0                                                                                                | Fox                                                                                                | Recap                                                                                              |
| 3          | 27 settembre                                                                                       | 12:00 p.m.                                                                                         | San Francisco 49ers                                                                                | V 27-24                                                                                            | Mall of America Field                                                                              | 63.398                                                                                             | 3-0                                                                                                | Fox                                                                                                | Recap                                                                                              |
| 4          | 5 ottobre                                                                                          | 7:30 p.m.                                                                                          | Green Bay Packers                                                                                  | V 30-23                                                                                            | Mall of America Field                                                                              | 63.846                                                                                             | 4-0                                                                                                | ESPN                                                                                               | Recap                                                                                              |
| 5          | 11 ottobre                                                                                         | 12:00 p.m.                                                                                         | St. Louis Rams                                                                                     | V 38-10                                                                                            | Edward Jones Dome                                                                                  | 60.166                                                                                             | 5-0                                                                                                | Fox                                                                                                | Recap                                                                                              |
| 6          | 18 ottobre                                                                                         | 12:00 p.m.                                                                                         | Baltimore Ravens                                                                                   | V 21-24                                                                                            | Mall of America Field                                                                              | 63.689                                                                                             | 6-0                                                                                                | CBS                                                                                                | Recap                                                                                              |
| 7          | 25 ottobre                                                                                         | 12:00 p.m.                                                                                         | Pittsburgh Steelers                                                                                | P 17-27                                                                                            | Heinz Field                                                                                        | 65.597                                                                                             | 6-1                                                                                                | Fox                                                                                                | Recap                                                                                              |
| 8          | 1º novembre                                                                                        | 3:15 p.m.                                                                                          | Green Bay Packers                                                                                  | V 38-26                                                                                            | Lambeau Field                                                                                      | 71.213                                                                                             | 7-1                                                                                                | Fox                                                                                                | Recap                                                                                              |
| 9          | Riposo                                                                                             | Riposo                                                                                             | Riposo                                                                                             | Riposo                                                                                             | Riposo                                                                                             | Riposo                                                                                             | Riposo                                                                                             | Riposo                                                                                             | Riposo                                                                                             |
| 10         | 15 novembre                                                                                        | 12:00 p.m.                                                                                         | Detroit Lions                                                                                      | V 27-10                                                                                            | Mall of America Field                                                                              | 63.854                                                                                             | 8-1                                                                                                | Fox                                                                                                | Recap                                                                                              |
| 11         | 22 novembre                                                                                        | 12:00 p.m.                                                                                         | Seattle Seahawks                                                                                   | V 35-9                                                                                             | Mall of America Field                                                                              | 63.854                                                                                             | 9-1                                                                                                | Fox                                                                                                | Recap                                                                                              |
| 12         | 29 novembre                                                                                        | 3:15 p.m.                                                                                          | Chicago Bears                                                                                      | V 36-10                                                                                            | Mall of America Field                                                                              | 63.854                                                                                             | 10-1                                                                                               | Fox                                                                                                | Recap                                                                                              |
| 13         | 6 dicembre                                                                                         | 7:20 p.m.                                                                                          | Arizona Cardinals                                                                                  | P 38-14                                                                                            | University of Phoenix Stadium                                                                      | 64.121                                                                                             | 10-2                                                                                               | NBC                                                                                                | Recap                                                                                              |
| 14         | 13 dicembre                                                                                        | 12:00 p.m.                                                                                         | Cincinnati Bengals                                                                                 | V 30-10                                                                                            | Mall of America Field                                                                              | 63.854                                                                                             | 11-2                                                                                               | CBS                                                                                                | Recap                                                                                              |
| 15         | 20 dicembre                                                                                        | 7:20 p.m.                                                                                          | Carolina Panthers                                                                                  | P 7-26                                                                                             | Bank of America Stadium                                                                            | 73.515                                                                                             | 11-3                                                                                               | Fox                                                                                                | Recap                                                                                              |
| 16         | 28 dicembre                                                                                        | 17:00 p.m.                                                                                         | Chicago Bears                                                                                      | P 36-30                                                                                            | Soldier Field                                                                                      | 62.479                                                                                             | 11-4                                                                                               | ESPN                                                                                               | Recap                                                                                              |
| 17         | 3 gennaio                                                                                          | 12:00 p.m.                                                                                         | New York Giants                                                                                    | V 44-7                                                                                             | Mall of America Field                                                                              | 63.854                                                                                             | 12-4                                                                                               | Fox                                                                                                | Recap                                                                                              |
| Note       | Gli avversari della propria division sono in grassetto. Gli incontri in trasferta sono in corsivo. | Gli avversari della propria division sono in grassetto. Gli incontri in trasferta sono in corsivo. | Gli avversari della propria division sono in grassetto. Gli incontri in trasferta sono in corsivo. | Gli avversari della propria division sono in grassetto. Gli incontri in trasferta sono in corsivo. | Gli avversari della propria division sono in grassetto. Gli incontri in trasferta sono in corsivo. | Gli avversari della propria division sono in grassetto. Gli incontri in trasferta sono in corsivo. | Gli avversari della propria division sono in grassetto. Gli incontri in trasferta sono in corsivo. | Gli avversari della propria division sono in grassetto. Gli incontri in trasferta sono in corsivo. | Gli avversari della propria division sono in grassetto. Gli incontri in trasferta sono in corsivo. |

### Playoff
| Turno                   | Data                                      | Ora (CDT)                                 | Avversario (seed)                         | Risultato                                 | Stadio                                    | Spettatori                                | Record                                    | TV                                        | Tabellino                                 |
| ----------------------- | ----------------------------------------- | ----------------------------------------- | ----------------------------------------- | ----------------------------------------- | ----------------------------------------- | ----------------------------------------- | ----------------------------------------- | ----------------------------------------- | ----------------------------------------- |
| Wild Card               | Qualificati direttamente al secondo turno | Qualificati direttamente al secondo turno | Qualificati direttamente al secondo turno | Qualificati direttamente al secondo turno | Qualificati direttamente al secondo turno | Qualificati direttamente al secondo turno | Qualificati direttamente al secondo turno | Qualificati direttamente al secondo turno | Qualificati direttamente al secondo turno |
| Divisional              | 17 gennaio                                | 12:00 p.m.                                | Dallas Cowboys (3)                        | V 34-3                                    | Mall of America Field                     | 63.547                                    | 1-0                                       | Fox                                       | Recap                                     |
| Conference Championship | 24 gennaio                                | 5:40 p.m.                                 | New Orleans Saints (1)                    | P 28-31 DTS                               | Louisiana Superdome                       | 71.276                                    | 1-1                                       | Fox                                       | Recap                                     |

## Classifiche

### Division
| Classifica della NFC North Division 2009 | Classifica della NFC North Division 2009 | Classifica della NFC North Division 2009 | Classifica della NFC North Division 2009 | Classifica della NFC North Division 2009 | Classifica della NFC North Division 2009 | Classifica della NFC North Division 2009 | Classifica della NFC North Division 2009 | Classifica della NFC North Division 2009 | Classifica della NFC North Division 2009 | Classifica della NFC North Division 2009 | Classifica della NFC North Division 2009 | Classifica della NFC North Division 2009 | Classifica della NFC North Division 2009 | Classifica della NFC North Division 2009 | Classifica della NFC North Division 2009 | Classifica della NFC North Division 2009 |
|                                          | V                                        | P                                        | N                                        | PCT                                      | DIV                                      | DIV PCT                                  | CONF                                     | CONF PCT                                 | NON CONF                                 | C                                        | T                                        | PR                                       | PS                                       | TD                                       | STR                                      | PO                                       |
| ---------------------------------------- | ---------------------------------------- | ---------------------------------------- | ---------------------------------------- | ---------------------------------------- | ---------------------------------------- | ---------------------------------------- | ---------------------------------------- | ---------------------------------------- | ---------------------------------------- | ---------------------------------------- | ---------------------------------------- | ---------------------------------------- | ---------------------------------------- | ---------------------------------------- | ---------------------------------------- | ---------------------------------------- |
| Minnesota Vikings                        | 12                                       | 4                                        | 0                                        | .750                                     | 5-1                                      | .833                                     | 9-3                                      | .750                                     | 3-1                                      | 4-4                                      | 5-1                                      | 470                                      | 312                                      | 56                                       | V-1                                      | Div                                      |
| Green Bay Packers                        | 11                                       | 5                                        | 0                                        | .688                                     | 4-2                                      | .667                                     | 9-3                                      | .750                                     | 2-2                                      | 6-2                                      | 5-3                                      | 461                                      | 297                                      | 54                                       | V-2                                      | WC                                       |
| Chicago Bears                            | 7                                        | 9                                        | 0                                        | .438                                     | 3-3                                      | .500                                     | 5-7                                      | .417                                     | 2-2                                      | 5-3                                      | 2-6                                      | 327                                      | 375                                      | 36                                       | V-2                                      |                                          |
| Detroit Lions                            | 2                                        | 14                                       | 0                                        | .125                                     | 0-6                                      | .000                                     | 1-11                                     | .083                                     | 1-3                                      | 0-6                                      | 2-8                                      | 262                                      | 494                                      | 28                                       | P-6                                      |                                          |

## Statistiche
| Andamento in stagione regolare                                                                    |    |    |    |    |    |    |    |    |    |    |    |    |    |    |    |    |    |
| Settimana                                                                                         | 1  | 2  | 3  | 4  | 5  | 6  | 7  | 8  | 9  | 10 | 11 | 12 | 13 | 14 | 15 | 16 | 17 |
| Luogo                                                                                             | T  | T  | C  | C  | T  | C  | T  | T  | R  | T  | C  | T  | C  | C  | C  | T  | T  |
| Risultato                                                                                         | V  | V  | V  | V  | V  | V  | P  | V  | R  | V  | V  | V  | P  | V  | P  | P  | V  |
| Posizione                                                                                         | 2ª | 1ª | 1ª | 1ª | 1ª | 1ª | 1ª | 1ª | 1ª | 1ª | 1ª | 1ª | 1ª | 1ª | 1ª | 1ª | 1ª |
| Luogo: C = Casa; T = Trasferta. Risultato: V = Vittoria; N = Pareggio; S = Sconfitta. R = Riposo. |    |    |    |    |    |    |    |    |    |    |    |    |    |    |    |    |    |

| Classifiche di lega  |             |                |          |
| Categoria            | Yard totali | Yard a partita | Rank NFL |
| Attacco sui passaggi | 4.156       | 259,8          | 8ª       |
| Attacco su corsa     | 1.918       | 119,9          | 13ª      |
| Totale attacco       | 6.074       | 379,6          | 5ª       |
| Difesa sui passaggi  | 3.494       | 218,4          | 19ª      |
| Difesa su corsa      | 1.394       | 87,1           | 2ª       |
| Totale difesa        | 4.888       | 305,5          | 6ª       |

| Leader della squadra       |                   |        |
| Categoria                  | Giocatore         | Valore |
| Yard passate               | Brett Favre       | 4.202  |
| Touchdown passati          | Brett Favre       | 33     |
| Yard corse                 | Adrian Peterson   | 1.383  |
| Touchdown su corsa         | Adrian Peterson   | 18     |
| Ricezioni                  | Sidney Rice       | 83     |
| Yard ricevute              | Sidney Rice       | 1.312  |
| Touchdown ricevuti         | Visanthe Shiancoe | 11     |
| Punti totali               | Ryan Longwell     | 132    |
| Yard su ritorno di kickoff | Percy Harvin      | 1.156  |
| Yard su ritorno di punt    | Darius Reynaud    | 308    |
| Tackle totali              | Chad Greenway     | 99     |
| Sack                       | Jared Allen       | 14½    |
| Intercetti                 | Cedric Griffin    | 4      |
| Fumble forzati             | Jared Allen       | 5      |

## Staff
| Staff dei Minnesota Vikings 2009 |
| --- |
| Organi dirigenziali Proprietà - Proprietario/Azionista di maggioranza: Zygi Wilf - Proprietario/Presidente: Mark Wilf - Proprietario/Vice-Azionista di maggioranza: Leonard Wilf - Partner di Azionariato: Jeffrey Wilf, Reggie Fowler, Alan Landis, David Mandelbaum Staff esecutivo - Vice Presidente del Personale Giocatori: Rick Spielman - Direttore del Personale Giocatori: George Paton - Vice Presidente degli Affari Pubblici & Sviluppo dello Stadio: Lester Bagley - Vice Presidente delle Operazioni legate al Football: Rob Brzezinski - Vice Presidente delle Vendite & Marketing e Direttore del Marketing: Steve LaCroix - Vice Presidente delle Finanze e Direttore Finanziario: Steve Poppen - Vice Presidente degli Affari Legali e Direttore Amministrativo: Kevin Warren Consulenti - Consulente: Bud Grant - Consulente Storico del Team: Fred Zamberletti - Consulente Stadio e Sviluppo Immobiliare: Don Becker Scouting staff - Direttore dello Scouting Collegiale: Scott Studwell - Direttore dello Scouting Professionistico: Ryan Monnens - Assistente del Direttore dello Scouting Collegiale: Jamaal Stephenson Capo allenatore - Brad Childress Altri allenatori - Coordinatore dello sviluppo della forza e della condizione: Tom Kanavy - Assistente dello sviluppo della forza e della condizione: Juney Barnett e Martin Streight - Assistente di allenamento: Todd Nielson Allenatori dell'attacco - Coordinatore dell'attacco: Darrell Bevell - Quarterback: Kevin Rogers - Assistente allenatore offensivo: Kevin Stefanski - Running Back: Eric Bieniemy - Wide Receiver: George Stewart - Assistente offensivo/Assistente Wide Receiver: Ryan Ficken - Tight End: Jimmie Johnson - Offensive Line: Pat Morris - Assistente Offensive Line: Jim Hueber Allenatori della difesa - Assistente del capo allenatore/Coordinatore della difesa: Leslie Frazier - Defensive Line: Karl Dunbar - Assistente Defensive Line: Diron Reynolds - Assistente Defensive Line: Ryan Silverfield - Linebacker: Fred Pagac - Assistente Linebacker: Jeff Imamura - Defensive Back: Joe Woods - Assistente Defensive back: Derek Mason Allenatori dello special team - Coordinatore dello Special Team: Brian Murphy - Assistente dello Special Team: Chris White |

## Roster finale
| Roster dei Minnesota Vikings 2009 |
| --- |
| Quarterback - 4 Brett Favre - 7 Tarvaris Jackson - 2 Sage Rosenfels Running Back - 28 Adrian Peterson - 38 Naufahu Tahi FB - 29 Chester Taylor - 34 Albert Young Wide Receiver - 87 Bernard Berrian - 12 Percy Harvin KR - 11 Jaymar Johnson - 17 Greg Lewis - 82 Darius Reynaud PR - 18 Sydney Rice Tight End - 83 Jeff Dugan FB - 40 Jim Kleinsasser - 45 Garrett Mills - 81 Visanthe Shiancoe Offensive Linemen - 62 Ryan Cook OT - 68 Jon Cooper C - 64 Anthony Herrera OG - 79 Artis Hicks OT/OG - 76 Steve Hutchinson OG - 71 Phil Loadholt OT - 74 Bryant McKinnie OT - 65 John Sullivan C Defensive Linemen - 69 Jared Allen DE - 91 Ray Edwards DE - 90 Fred Evans DT - 98 Letroy Guion DT - 73 Jimmy Kennedy DT - 92 Jayme Mitchell DE - 96 Brian Robison DE - 93 Kevin Williams DT - 94 Pat Williams DT Linebacker - 54 Jasper Brinkley MLB - 59 Heath Farwell OLB - 52 Chad Greenway OLB - 51 Ben Leber OLB - 57 J Leman MLB - 55 Kenny Onatolu OLB Defensive Back - 39 Husain Abdullah FS - 21 Asher Allen CB - 37 Eric Frampton SS - 23 Cedric Griffin CB - 25 Tyrell Johnson SS - 41 Karl Paymah CB - 33 Jamarca Sanford SS - 22 Benny Sapp CB - 20 Madieu Williams FS - 26 Antoine Winfield CB Special Team - 5 Chris Kluwe P - 46 Cullen Loeffler LS - 8 Ryan Longwell K Lista delle riserve - 56 E.J. Henderson MLB (IR) - 50 Erin Henderson OLB Squadra di allenamento - 49 Colt Anderson FS - 78 Patrick Brown OT - 75 Chris Clark OT - 42 Ian Johnson RB - 95 Tremaine Johnson DT - 15 Vinny Perretta WR - 60 Drew Radovich OT - 24 DeAndre Wright CB Future contract - -- Taye Biddle WR - -- James Johnson RB 53 attivi, 2 inattivi, 8 nella squadra di allenamento, 2 future contract |
| Legenda - I rookie sono in corsivo. - Il primo ruolo è il principale mentre gli eventuali successivi indicano i ruoli secondari. - (IR) sta per Injured Reserve ed indica la lista ristretta per un solo giocatore infortunato che può tornare ad allenarsi dopo la settimana 6 e a rientrare in prima squadra dopo che questa ha giocato 8 partite. - (NF-Inj.) / (NF-Ill.) stanno rispettivamente per Non-Football Injured e Non-Football Illness ed indicano le liste dove viene inserito un giocatore che ha un infortunio o una malattia non dipendente dal football americano. - (PUP) sta per Physically Unable to Perform ed indica la lista dove viene inserito un giocatore mentre è in attesa di recuperare la condizione fisica. Nella stagione regolare dopo la sesta partita giocata dalla propria squadra, il giocatore ha tempo tre settimane per riprendere ad allenarsi, più tre settimane aggiuntive dal suo rientro agli allenamenti per rientrare in prima squadra. |

## Premi
- Percy Harvin:

rookie offensivo dell'anno